# Epia amabilis
Epia amabilis är en fjärilsart som beskrevs av Barnes och Mcdunnough 1918. Epia amabilis ingår i släktet Epia och familjen silkesspinnare. Inga underarter finns listade i Catalogue of Life.